# Präfamen
Ein Präfamen (lateinisch praefamen) ist ein einleitendes Wort im liturgischen Teil des katholischen und lutherischen Gottesdienstes, das zu einer Bibellesung (Epistel- oder Evangeliumslesung) hinführt und diese einleitet. Dabei wird der zu lesende Bibeltext in seinem Kontext verortet oder es werden wichtige Vorinformationen zum Verständnis des Bibeltextes gegeben.